# Llista de topònims del Montmell
Llista de topònims (noms propis de lloc) del municipi del Montmell, al Baix Penedès
Informació actualitzada per un bot. Els canvis manuals es perdran quan s'actualitzi!

## avenc
| imatge | Nom                  | Ubicat a    | instància de | Detalls | coordenades                                                         | Protecció | Commons (més fotos) | Dades a WD                    |
| ------ | -------------------- | ----------- | ------------ | ------- | ------------------------------------------------------------------- | --------- | ------------------- | ----------------------------- |
|        | avenc dels Pinyeters | el Montmell | avenc        |         | 41° 21′ 13″ N, 1° 29′ 57″ E / 41.3536826943224°N,1.49913195237491°E |           |                     | Modifica les dades a Wikidata |
|        | les Cambretes        | el Montmell | avenc        |         | 41° 21′ 08″ N, 1° 29′ 23″ E / 41.3522541294892°N,1.48976914157706°E |           |                     | Modifica les dades a Wikidata |

## casa
| imatge | Nom                                        | Ubicat a    | instància de | Detalls                     | coordenades                                                     | Protecció                                  | Commons (més fotos)                        | Dades a WD                    |
| ------ | ------------------------------------------ | ----------- | ------------ | --------------------------- | --------------------------------------------------------------- | ------------------------------------------ | ------------------------------------------ | ----------------------------- |
|        | Casa Gran d'Aiguaviva                      | el Montmell | casa         | Estil: arquitectura popular | 41° 21′ 07″ N, 1° 30′ 08″ E / 41.35197°N,1.50216°E ca:Aiguaviva | bé integrant del patrimoni cultural català | La Casa Gran d'Aiguaviva (el Montmell)     | Modifica les dades a Wikidata |
|        | Casa de Manso-Vidal                        | el Montmell | casa         | Estil: arquitectura popular | 41° 18′ 57″ N, 1° 27′ 13″ E / 41.3157°N,1.45358°E               | bé integrant del patrimoni cultural català | Casa de Manso-Vidal (el Montmell)          | Modifica les dades a Wikidata |
|        | la Casa Gran de Can Ferrer de la Cogullada | el Montmell | casa         | Estil: arquitectura popular | 41° 19′ 27″ N, 1° 25′ 20″ E / 41.3243°N,1.4223°E                | bé integrant del patrimoni cultural català | La Casa Gran de Can Ferrer de la Cogullada | Modifica les dades a Wikidata |

## castell
| imatge | Nom                                         | Ubicat a    | instància de | Detalls                      | coordenades                                                                                | Protecció                                            | Commons (més fotos)                         | Dades a WD                    |
| ------ | ------------------------------------------- | ----------- | ------------ | ---------------------------- | ------------------------------------------------------------------------------------------ | ---------------------------------------------------- | ------------------------------------------- | ----------------------------- |
|        | Castell de Can Ferrer i Mas de les Ventoses | el Montmell | castell      |                              | 41° 20′ 14″ N, 1° 31′ 54″ E / 41.337222°N,1.531667°E 576 msnm                              | bé d'interès cultural bé cultural d'interès nacional | Castell de Can Ferrer i Mas de les Ventoses | Modifica les dades a Wikidata |
|        | Castell del Montmell                        | el Montmell | castell      | Estil: arquitectura romànica | 41° 19′ 51″ N, 1° 27′ 25″ E / 41.3309°N,1.45704°E ca:Cim de la serra de Montmell 780 msnm  | bé d'interès cultural bé cultural d'interès nacional | Castell de Montmell                         | Modifica les dades a Wikidata |
|        | castell de Can Ferrer                       | el Montmell | castell      | Estat: ruïnós                | 41° 19′ 34″ N, 1° 25′ 47″ E / 41.326018°N,1.429672°E 529 msnm                              |                                                      |                                             | Modifica les dades a Wikidata |
|        | castell de Marmellar                        | Marmellar   | castell      | Estil: arquitectura romànica | 41° 21′ 32″ N, 1° 33′ 04″ E / 41.358842°N,1.551011°E ca:Cim del turó de Marmellar 413 msnm | bé d'interès cultural bé cultural d'interès nacional | Castell de Marmellar                        | Modifica les dades a Wikidata |

## cova
| imatge | Nom                | Ubicat a    | instància de | Detalls | coordenades                                                         | Protecció | Commons (més fotos) | Dades a WD                    |
| ------ | ------------------ | ----------- | ------------ | ------- | ------------------------------------------------------------------- | --------- | ------------------- | ----------------------------- |
|        | Cova Rodona        | el Montmell | cova         |         | 41° 22′ 41″ N, 1° 31′ 55″ E / 41.3779950750362°N,1.53208064246846°E |           |                     | Modifica les dades a Wikidata |
|        | cova de l'Olla     | el Montmell | cova         |         | 41° 20′ 04″ N, 1° 30′ 38″ E / 41.33441202135°N,1.5106047555614°E    |           |                     | Modifica les dades a Wikidata |
|        | cova de la Moixeta | el Montmell | cova         |         | 41° 21′ 28″ N, 1° 31′ 19″ E / 41.3577869881147°N,1.5218592704503°E  |           |                     | Modifica les dades a Wikidata |

## curs d'aigua
| imatge | Nom                | Ubicat a                                                            | instància de | Detalls                                               | coordenades | Protecció | Commons (més fotos) | Dades a WD                    |
| ------ | ------------------ | ------------------------------------------------------------------- | ------------ | ----------------------------------------------------- | --- | --------- | ------------------- | ----------------------------- |
|        | riera de Marmellar | Alt Camp Baix Penedès Alt Penedès província de Tarragona            | curs d'aigua | Desemboca: Foix Llarg: 25km                           | 41° 25′ 02″ N, 1° 26′ 29″ E / 41.417245°N,1.441446°E 41° 16′ 01″ N, 1° 38′ 01″ E / 41.26685°N,1.633496°E             |           | Riera de Marmellar  | Modifica les dades a Wikidata |
|        | riera de la Bisbal | el Montmell la Bisbal del Penedès Albinyana Santa Oliva el Vendrell | curs d'aigua | Desemboca: mar Mediterrània Llarg: 19km Conca: 190km² | 41° 11′ 00″ N, 1° 32′ 54″ E / 41.183333333333°N,1.5483333333333°E 41° 13′ 00″ N, 1° 32′ 00″ E / 41.21667°N,1.53333°E |           | Riera de la Bisbal  | Modifica les dades a Wikidata |

## entitat singular de població
| imatge | Nom                        | Ubicat a    | instància de                                   | Detalls  | coordenades                                                                  | Protecció | Commons (més fotos)     | Dades a WD                    |
| ------ | -------------------------- | ----------- | ---------------------------------------------- | -------- | ---------------------------------------------------------------------------- | --------- | ----------------------- | ----------------------------- |
|        | Aiguaviva                  | el Montmell | entitat singular de població                   | 67 hab   | 41° 21′ 04″ N, 1° 30′ 17″ E / 41.350981806053°N,1.5046680099904°E 506 msnm   |           | Aiguaviva (el Montmell) | Modifica les dades a Wikidata |
|        | Can Ferrer de la Cogullada | el Montmell | entitat singular de població                   | 27 hab   | 41° 19′ 25″ N, 1° 25′ 09″ E / 41.323719365966°N,1.4192633123775°E 437 msnm   |           |                         | Modifica les dades a Wikidata |
|        | Mas Mateu                  | el Montmell | entitat singular de població urbanització      | 128 hab  | 41° 17′ 28″ N, 1° 24′ 08″ E / 41.29105688866°N,1.4021386533613°E 347 msnm    |           |                         | Modifica les dades a Wikidata |
|        | el Mirador del Penedès     | el Montmell | entitat singular de població urbanització      | 1157 hab | 41° 17′ 46″ N, 1° 26′ 18″ E / 41.2961292470267°N,1.43845384576578°E 349 msnm |           |                         | Modifica les dades a Wikidata |
|        | la Joncosa del Montmell    | el Montmell | entitat singular de població capital municipal | 170 hab  | 41° 18′ 56″ N, 1° 27′ 12″ E / 41.315584°N,1.453416°E 426 msnm                |           |                         | Modifica les dades a Wikidata |
|        | la Moixeta                 | el Montmell | entitat singular de població urbanització      | 90 hab   | 41° 21′ 38″ N, 1° 31′ 10″ E / 41.3606113497131°N,1.51945211705013°E 457 msnm |           |                         | Modifica les dades a Wikidata |
|        | la Talaia                  | el Montmell | entitat singular de població urbanització      | 95 hab   | 41° 20′ 17″ N, 1° 32′ 48″ E / 41.338010696587°N,1.5467933910556°E 575 msnm   |           |                         | Modifica les dades a Wikidata |
|        | les Pinedes Altes          | el Montmell | entitat singular de població                   | 182 hab  | 41° 21′ 57″ N, 1° 32′ 16″ E / 41.365819221004°N,1.5378054037639°E 499 msnm   |           |                         | Modifica les dades a Wikidata |

## església
| imatge | Nom                       | Ubicat a    | instància de    | Detalls                                          | coordenades                                                                                            | Protecció                                  | Commons (més fotos)                        | Dades a WD                    |
| ------ | ------------------------- | ----------- | --------------- | ------------------------------------------------ | --- | ------------------------------------------ | ------------------------------------------ | ----------------------------- |
|        | Sant Marc del Montmell    | el Montmell | església ermita | Estil: arquitectura romànica arquitectura gòtica | 41° 20′ 47″ N, 1° 27′ 59″ E / 41.3465°N,1.46626°E ca:Trencall de la carretera d'Aiguaviva a Cal Ferrer | bé cultural d'interès local                | Sant Marc del Montmell                     | Modifica les dades a Wikidata |
|        | Sant Miquel de Canferrer  | el Montmell | església        | Estil: arquitectura popular                      | 41° 19′ 29″ N, 1° 25′ 12″ E / 41.3248°N,1.42012°E                                                      | bé integrant del patrimoni cultural català | Sant Miquel de Canferrer                   | Modifica les dades a Wikidata |
|        | Sant Miquel de la Joncosa | el Montmell | església        | Estil: arquitectura neoclàssica                  | 41° 19′ 00″ N, 1° 27′ 11″ E / 41.3167°N,1.45305°E ca:La Joncosa del Montmell                           | bé integrant del patrimoni cultural català | Església parroquial de la Juncosa          | Modifica les dades a Wikidata |
|        | Sant Miquel del Montmell  | el Montmell | església        | Estil: arquitectura popular                      | 41° 19′ 43″ N, 1° 27′ 21″ E / 41.32874°N,1.45593°E                                                     | bé cultural d'interès local                | Església nova de Sant Miquel (el Montmell) | Modifica les dades a Wikidata |
|        | Sant Pere d'Aiguaviva     | el Montmell | església        | Estil: historicisme arquitectònic 1930           | 41° 21′ 08″ N, 1° 30′ 15″ E / 41.35227°N,1.50424°E ca:Aiguaviva 493 msnm                               | bé cultural d'interès local                | Sant Pere d'Aiguaviva                      | Modifica les dades a Wikidata |

## font
| imatge | Nom                | Ubicat a    | instància de | Detalls | coordenades                                                         | Protecció | Commons (més fotos) | Dades a WD                    |
| ------ | ------------------ | ----------- | ------------ | ------- | ------------------------------------------------------------------- | --------- | ------------------- | ----------------------------- |
|        | font Xica          | el Montmell | font         |         | 41° 19′ 20″ N, 1° 26′ 04″ E / 41.322151861745°N,1.43451106617273°E  |           |                     | Modifica les dades a Wikidata |
|        | font de Mas Miquel | el Montmell | font         |         | 41° 18′ 31″ N, 1° 26′ 19″ E / 41.308672991329°N,1.4387398358773°E   |           |                     | Modifica les dades a Wikidata |
|        | font del Bosc      | el Montmell | font         |         | 41° 20′ 56″ N, 1° 28′ 28″ E / 41.3489715448631°N,1.47444940152113°E |           |                     | Modifica les dades a Wikidata |

## masia
| imatge | Nom                             | Ubicat a    | instància de | Detalls | coordenades                                                                                                   | Protecció                                  | Commons (més fotos)      | Dades a WD                    |
| ------ | ------------------------------- | ----------- | ------------ | ------- | --- | ------------------------------------------ | ------------------------ | ----------------------------- |
|        | Ca l'Aguiló                     | el Montmell | masia        |         | 41° 18′ 26″ N, 1° 29′ 01″ E / 41.307299559373°N,1.48367569912835°E                                            |                                            |                          | Modifica les dades a Wikidata |
|        | Ca l'Anton de la Torre          | el Montmell | masia        |         | 41° 20′ 44″ N, 1° 29′ 06″ E / 41.3455702822815°N,1.48493943196545°E                                           |                                            |                          | Modifica les dades a Wikidata |
|        | Ca l'Isidro                     | el Montmell | masia        |         | 41° 21′ 14″ N, 1° 31′ 37″ E / 41.353924090444°N,1.52687174886874°E                                            |                                            |                          | Modifica les dades a Wikidata |
|        | Ca la Jepa                      | el Montmell | masia        |         | 41° 18′ 57″ N, 1° 27′ 03″ E / 41.3157449168325°N,1.45094818631174°E 418 msnm                                  |                                            | Ca la Jepa (el Montmell) | Modifica les dades a Wikidata |
|        | Ca la Marquina                  | el Montmell | masia        |         | 41° 20′ 08″ N, 1° 26′ 54″ E / 41.3354644225127°N,1.44846132583713°E                                           |                                            |                          | Modifica les dades a Wikidata |
|        | Ca la Rossa                     | el Montmell | masia        |         | 41° 19′ 39″ N, 1° 26′ 25″ E / 41.3276360685273°N,1.4403902083865°E                                            |                                            |                          | Modifica les dades a Wikidata |
|        | Cal Bei                         | el Montmell | masia        |         | 41° 19′ 24″ N, 1° 25′ 55″ E / 41.323334275744°N,1.43204528907408°E                                            |                                            |                          | Modifica les dades a Wikidata |
|        | Cal Boques                      | el Montmell | masia        |         | 41° 21′ 24″ N, 1° 29′ 59″ E / 41.3567885322595°N,1.49969418335936°E                                           |                                            |                          | Modifica les dades a Wikidata |
|        | Cal Bullanga                    | el Montmell | masia        |         | 41° 19′ 25″ N, 1° 27′ 27″ E / 41.3235882363574°N,1.45750134249794°E                                           |                                            |                          | Modifica les dades a Wikidata |
|        | Cal Cintet                      | el Montmell | masia        |         | 41° 18′ 57″ N, 1° 27′ 12″ E / 41.3159031071371°N,1.45333384996221°E ca:La Joncosa del Montmell - Carrer Major |                                            |                          | Modifica les dades a Wikidata |
|        | Cal Coral                       | el Montmell | masia        |         | 41° 18′ 52″ N, 1° 26′ 54″ E / 41.3144501862129°N,1.44844612781343°E 420 msnm                                  |                                            | Cal Coral                | Modifica les dades a Wikidata |
|        | Cal Cosme                       | el Montmell | masia        |         | 41° 21′ 08″ N, 1° 27′ 29″ E / 41.3521933426817°N,1.45802151360629°E                                           |                                            |                          | Modifica les dades a Wikidata |
|        | Cal Ferrer                      | el Montmell | masia        |         | 41° 21′ 05″ N, 1° 31′ 50″ E / 41.3512766087536°N,1.53044579578833°E                                           |                                            |                          | Modifica les dades a Wikidata |
|        | Cal Fuster Ponç                 | el Montmell | masia        |         | 41° 21′ 08″ N, 1° 30′ 54″ E / 41.352160333081°N,1.51508928126647°E                                            |                                            |                          | Modifica les dades a Wikidata |
|        | Cal Garrigó                     | el Montmell | masia        |         | 41° 19′ 41″ N, 1° 25′ 18″ E / 41.3281090560926°N,1.4215707844054°E                                            |                                            |                          | Modifica les dades a Wikidata |
|        | Cal Gat                         | el Montmell | masia        |         | 41° 20′ 30″ N, 1° 31′ 21″ E / 41.3417273823604°N,1.52259305419257°E                                           |                                            |                          | Modifica les dades a Wikidata |
|        | Cal Governador                  | el Montmell | masia        |         | 41° 21′ 13″ N, 1° 31′ 30″ E / 41.3536943248113°N,1.52510773600319°E                                           |                                            |                          | Modifica les dades a Wikidata |
|        | Cal Grasset                     | el Montmell | masia        |         | 41° 20′ 51″ N, 1° 29′ 11″ E / 41.3475513577663°N,1.48626807694256°E                                           |                                            |                          | Modifica les dades a Wikidata |
|        | Cal Gravat                      | el Montmell | masia        |         | 41° 20′ 23″ N, 1° 31′ 53″ E / 41.339704306837°N,1.53131554047593°E                                            |                                            |                          | Modifica les dades a Wikidata |
|        | Cal Guardiola                   | el Montmell | masia        |         | 41° 21′ 14″ N, 1° 31′ 14″ E / 41.3538898466869°N,1.52069227825648°E                                           |                                            |                          | Modifica les dades a Wikidata |
|        | Cal Guineu                      | el Montmell | masia        |         | 41° 21′ 18″ N, 1° 31′ 44″ E / 41.3550384298442°N,1.5287832102005°E                                            |                                            |                          | Modifica les dades a Wikidata |
|        | Cal Jaumet Esquerrà             | el Montmell | masia        |         | 41° 20′ 43″ N, 1° 31′ 57″ E / 41.3453322468042°N,1.53259945292951°E                                           |                                            | Cal Jaumet Esquerrà      | Modifica les dades a Wikidata |
|        | Cal Jepet                       | el Montmell | masia        |         | 41° 21′ 30″ N, 1° 30′ 46″ E / 41.3583535248359°N,1.51270098117592°E                                           |                                            |                          | Modifica les dades a Wikidata |
|        | Cal Jepet Bover                 | el Montmell | masia        |         | 41° 21′ 29″ N, 1° 32′ 51″ E / 41.3581677922922°N,1.5475176917304°E                                            |                                            |                          | Modifica les dades a Wikidata |
|        | Cal Jepot                       | el Montmell | masia        |         | 41° 20′ 25″ N, 1° 29′ 02″ E / 41.3402322299774°N,1.48382022114408°E                                           |                                            |                          | Modifica les dades a Wikidata |
|        | Cal Joan de la Torre            | el Montmell | masia        |         | 41° 20′ 52″ N, 1° 29′ 27″ E / 41.3476667544397°N,1.49093898129107°E                                           |                                            |                          | Modifica les dades a Wikidata |
|        | Cal Llenes                      | el Montmell | masia        |         | 41° 20′ 42″ N, 1° 27′ 32″ E / 41.345019016896°N,1.45902748415669°E                                            |                                            |                          | Modifica les dades a Wikidata |
|        | Cal Maginet                     | el Montmell | masia        |         | 41° 20′ 17″ N, 1° 26′ 57″ E / 41.338166563147°N,1.44912620353397°E                                            |                                            |                          | Modifica les dades a Wikidata |
|        | Cal Maginot                     | el Montmell | masia        |         | 41° 19′ 32″ N, 1° 26′ 08″ E / 41.3255445795954°N,1.43561277693427°E                                           |                                            |                          | Modifica les dades a Wikidata |
|        | Cal Magí Pono                   | el Montmell | masia        |         | 41° 21′ 06″ N, 1° 31′ 01″ E / 41.3516431721758°N,1.51689408031875°E                                           |                                            |                          | Modifica les dades a Wikidata |
|        | Cal Magí Vidal                  | el Montmell | masia        |         | 41° 20′ 25″ N, 1° 27′ 54″ E / 41.340370731062°N,1.46505309219782°E                                            |                                            |                          | Modifica les dades a Wikidata |
|        | Cal Marian                      | el Montmell | masia        |         | 41° 20′ 47″ N, 1° 28′ 27″ E / 41.3464739730334°N,1.47425670700921°E                                           |                                            |                          | Modifica les dades a Wikidata |
|        | Cal Meliton                     | el Montmell | masia        |         | 41° 19′ 32″ N, 1° 26′ 18″ E / 41.3254753019519°N,1.43847019444765°E                                           |                                            |                          | Modifica les dades a Wikidata |
|        | Cal Merlès                      | el Montmell | masia        |         | 41° 19′ 42″ N, 1° 26′ 23″ E / 41.3283746876289°N,1.43972732709773°E                                           |                                            |                          | Modifica les dades a Wikidata |
|        | Cal Merlès Vell                 | el Montmell | masia        |         | 41° 19′ 29″ N, 1° 26′ 26″ E / 41.324584877509°N,1.44055856944441°E                                            |                                            |                          | Modifica les dades a Wikidata |
|        | Cal Miquel                      | el Montmell | masia        |         | 41° 21′ 24″ N, 1° 31′ 54″ E / 41.3566953063333°N,1.53156717084365°E                                           |                                            |                          | Modifica les dades a Wikidata |
|        | Cal Mossèn Joan                 | el Montmell | masia        |         | 41° 21′ 42″ N, 1° 33′ 21″ E / 41.3616146303962°N,1.55586965201681°E                                           |                                            |                          | Modifica les dades a Wikidata |
|        | Cal Parent                      | el Montmell | masia        |         | 41° 21′ 07″ N, 1° 27′ 45″ E / 41.3520812672419°N,1.46243506384166°E                                           |                                            |                          | Modifica les dades a Wikidata |
|        | Cal Pau del Corral              | el Montmell | masia        |         | 41° 18′ 31″ N, 1° 26′ 57″ E / 41.3086852608459°N,1.44909650608423°E                                           |                                            |                          | Modifica les dades a Wikidata |
|        | Cal Pep Mosso                   | el Montmell | masia        |         | 41° 19′ 37″ N, 1° 25′ 16″ E / 41.3269154087062°N,1.42122917866935°E                                           |                                            |                          | Modifica les dades a Wikidata |
|        | Cal Pepus                       | el Montmell | masia        |         | 41° 21′ 05″ N, 1° 31′ 20″ E / 41.3512986048892°N,1.52231686975955°E                                           |                                            |                          | Modifica les dades a Wikidata |
|        | Cal Po                          | el Montmell | masia        |         | 41° 21′ 22″ N, 1° 31′ 35″ E / 41.3561595265906°N,1.52629534065632°E                                           |                                            |                          | Modifica les dades a Wikidata |
|        | Cal Ponç                        | el Montmell | masia        |         | 41° 21′ 34″ N, 1° 32′ 18″ E / 41.359397°N,1.538231°E                                                          | bé integrant del patrimoni cultural català |                          | Modifica les dades a Wikidata |
|        | Cal Puig                        | el Montmell | masia        |         | 41° 19′ 40″ N, 1° 26′ 14″ E / 41.3276658061719°N,1.43727076072762°E                                           |                                            |                          | Modifica les dades a Wikidata |
|        | Cal Puntarrí                    | el Montmell | masia        |         | 41° 21′ 02″ N, 1° 31′ 30″ E / 41.3504306420611°N,1.52487062442758°E                                           |                                            |                          | Modifica les dades a Wikidata |
|        | Cal Rei                         | el Montmell | masia        |         | 41° 19′ 34″ N, 1° 24′ 43″ E / 41.3261303865296°N,1.41196384353538°E                                           |                                            |                          | Modifica les dades a Wikidata |
|        | Cal Ros                         | el Montmell | masia        |         | 41° 19′ 38″ N, 1° 25′ 22″ E / 41.3271275943439°N,1.42290887549687°E                                           |                                            |                          | Modifica les dades a Wikidata |
|        | Cal Saumell                     | el Montmell | masia        |         | 41° 20′ 33″ N, 1° 28′ 21″ E / 41.342454017959°N,1.4725932545605°E                                             |                                            |                          | Modifica les dades a Wikidata |
|        | Cal Segalar                     | el Montmell | masia        |         | 41° 20′ 41″ N, 1° 28′ 18″ E / 41.3447381904777°N,1.47173943484092°E                                           |                                            |                          | Modifica les dades a Wikidata |
|        | Cal Segura                      | el Montmell | masia        |         | 41° 22′ 06″ N, 1° 31′ 47″ E / 41.368226663959°N,1.529610019604°E                                              |                                            |                          | Modifica les dades a Wikidata |
|        | Cal Senalló                     | el Montmell | masia        |         | 41° 20′ 33″ N, 1° 31′ 19″ E / 41.3424020722664°N,1.52182482960811°E                                           |                                            |                          | Modifica les dades a Wikidata |
|        | Cal Sumoi de Baix               | el Montmell | masia        |         | 41° 20′ 17″ N, 1° 31′ 27″ E / 41.3380639282979°N,1.52419365767639°E                                           |                                            |                          | Modifica les dades a Wikidata |
|        | Cal Sumoi de Dalt               | el Montmell | masia        |         | 41° 20′ 18″ N, 1° 31′ 31″ E / 41.3382851288288°N,1.52528817306007°E                                           |                                            |                          | Modifica les dades a Wikidata |
|        | Cal Tico de Baix                | el Montmell | masia        |         | 41° 22′ 02″ N, 1° 32′ 21″ E / 41.3673382752287°N,1.53906371799544°E                                           |                                            |                          | Modifica les dades a Wikidata |
|        | Cal Tico de Dalt                | el Montmell | masia        |         | 41° 22′ 14″ N, 1° 32′ 06″ E / 41.3705754499106°N,1.53509326527532°E                                           |                                            |                          | Modifica les dades a Wikidata |
|        | Cal Xuec                        | el Montmell | masia        |         | 41° 20′ 44″ N, 1° 31′ 22″ E / 41.3454243713977°N,1.52290390578437°E                                           |                                            |                          | Modifica les dades a Wikidata |
|        | Can Caterí Nou                  | el Montmell | masia        |         | 41° 21′ 37″ N, 1° 32′ 44″ E / 41.3603856732548°N,1.54554357406007°E                                           |                                            |                          | Modifica les dades a Wikidata |
|        | Can Caterí Vell                 | el Montmell | masia        |         | 41° 21′ 40″ N, 1° 32′ 43″ E / 41.3610581597781°N,1.54530144603908°E                                           |                                            |                          | Modifica les dades a Wikidata |
|        | Can Colet                       | el Montmell | masia        |         | 41° 21′ 58″ N, 1° 32′ 00″ E / 41.3660940591113°N,1.53330470981994°E                                           |                                            |                          | Modifica les dades a Wikidata |
|        | Can Creta                       | el Montmell | masia        |         | 41° 20′ 32″ N, 1° 31′ 34″ E / 41.3421243799136°N,1.52615769629053°E                                           |                                            |                          | Modifica les dades a Wikidata |
|        | Can Soques                      | el Montmell | masia        |         | 41° 20′ 35″ N, 1° 29′ 27″ E / 41.3430548493939°N,1.4909259608446°E                                            |                                            |                          | Modifica les dades a Wikidata |
|        | Caseta del Pastor               | el Montmell | masia        |         | 41° 20′ 34″ N, 1° 31′ 59″ E / 41.3426534049583°N,1.53301816319029°E 536 msnm                                  |                                            | Caseta del Pastor        | Modifica les dades a Wikidata |
|        | Claravalls                      | el Montmell | masia        |         | 41° 20′ 43″ N, 1° 29′ 41″ E / 41.3454093216813°N,1.49463661850315°E                                           |                                            |                          | Modifica les dades a Wikidata |
|        | Mas Bartomeu                    | el Montmell | masia        |         | 41° 19′ 18″ N, 1° 29′ 46″ E / 41.3215408292934°N,1.49608224480204°E                                           |                                            |                          | Modifica les dades a Wikidata |
|        | Mas Campanera                   | el Montmell | masia        |         | 41° 19′ 36″ N, 1° 27′ 57″ E / 41.3265365832152°N,1.46580804307655°E                                           |                                            |                          | Modifica les dades a Wikidata |
|        | Mas Cosmet                      | el Montmell | masia        |         | 41° 18′ 14″ N, 1° 26′ 07″ E / 41.3038149737285°N,1.43532009215563°E                                           |                                            |                          | Modifica les dades a Wikidata |
|        | Mas Garriga                     | el Montmell | masia        |         | 41° 18′ 34″ N, 1° 26′ 35″ E / 41.3094689023298°N,1.44309305081814°E                                           |                                            |                          | Modifica les dades a Wikidata |
|        | Mas Mateu                       | el Montmell | masia        |         | 41° 17′ 19″ N, 1° 24′ 54″ E / 41.2885405609413°N,1.41506126835362°E                                           |                                            |                          | Modifica les dades a Wikidata |
|        | Mas Miquel                      | el Montmell | masia        |         | 41° 18′ 22″ N, 1° 26′ 25″ E / 41.3059905691542°N,1.44032090255193°E                                           |                                            | Mas Miquel (el Montmell) | Modifica les dades a Wikidata |
|        | Mas Murat                       | el Montmell | masia        |         | 41° 18′ 35″ N, 1° 26′ 32″ E / 41.3095929797428°N,1.44227777788196°E                                           |                                            |                          | Modifica les dades a Wikidata |
|        | Mas Solà                        | el Montmell | masia        |         | 41° 21′ 09″ N, 1° 27′ 58″ E / 41.3525259502753°N,1.46605853990888°E                                           |                                            |                          | Modifica les dades a Wikidata |
|        | Mas de Sant Marc                | el Montmell | masia        |         | 41° 20′ 41″ N, 1° 28′ 36″ E / 41.34463119506836°N,1.476544976234436°E ca:Carretera d'Aiguaviva a Cal Ferrer   |                                            |                          | Modifica les dades a Wikidata |
|        | Mas del Coll d'Olivera          | el Montmell | masia        |         | 41° 20′ 27″ N, 1° 26′ 28″ E / 41.3408957453826°N,1.44112557129468°E                                           |                                            |                          | Modifica les dades a Wikidata |
|        | Masia Nova                      | el Montmell | masia        |         | 41° 19′ 21″ N, 1° 27′ 09″ E / 41.3224599638234°N,1.45262917215194°E                                           |                                            |                          | Modifica les dades a Wikidata |
|        | Masia Ventosa                   | el Montmell | masia        |         | 41° 19′ 10″ N, 1° 25′ 53″ E / 41.3193517984067°N,1.43129248023091°E                                           |                                            |                          | Modifica les dades a Wikidata |
|        | Masies de Sansuies              | el Montmell | masia        |         | 41° 18′ 28″ N, 1° 29′ 02″ E / 41.3077181759149°N,1.48400047445165°E                                           |                                            |                          | Modifica les dades a Wikidata |
|        | Papiol                          | el Montmell | masia        |         | 41° 18′ 28″ N, 1° 28′ 59″ E / 41.3078488736294°N,1.48298207036812°E                                           |                                            |                          | Modifica les dades a Wikidata |
|        | Puigsadoll                      | el Montmell | masia        |         | 41° 20′ 04″ N, 1° 25′ 49″ E / 41.3343815552856°N,1.43038214440407°E                                           |                                            |                          | Modifica les dades a Wikidata |
|        | Torrossolla                     | el Montmell | masia        |         | 41° 20′ 14″ N, 1° 27′ 14″ E / 41.3371424618635°N,1.45401453132743°E 356 msnm                                  |                                            | Torrossolla              | Modifica les dades a Wikidata |
|        | Vallflor                        | el Montmell | masia        |         | 41° 20′ 31″ N, 1° 29′ 12″ E / 41.3420789498792°N,1.48657411394758°E 551 msnm                                  |                                            | Vallflor                 | Modifica les dades a Wikidata |
|        | el Codony                       | el Montmell | masia        |         | 41° 20′ 29″ N, 1° 27′ 12″ E / 41.3414842109789°N,1.45336205089956°E                                           |                                            |                          | Modifica les dades a Wikidata |
|        | els Carbonells                  | el Montmell | masia        |         | 41° 19′ 21″ N, 1° 24′ 29″ E / 41.3225384090176°N,1.40819179160312°E                                           |                                            |                          | Modifica les dades a Wikidata |
|        | la Marquina                     | el Montmell | masia        |         | 41° 20′ 05″ N, 1° 26′ 55″ E / 41.334672196051°N,1.44849207965134°E                                            |                                            |                          | Modifica les dades a Wikidata |
|        | la Masia Nova                   | el Montmell | masia        |         | 41° 19′ 21″ N, 1° 27′ 09″ E / 41.3224599638234°N,1.45262917215194°E                                           |                                            |                          | Modifica les dades a Wikidata |
|        | la Masieta                      | el Montmell | masia        |         | 41° 20′ 52″ N, 1° 27′ 43″ E / 41.3478879748796°N,1.46206758004965°E                                           |                                            |                          | Modifica les dades a Wikidata |
|        | la Moja                         | el Montmell | masia        |         | 41° 20′ 35″ N, 1° 31′ 56″ E / 41.3430023187984°N,1.53212587857117°E 530 msnm                                  |                                            | La Moja                  | Modifica les dades a Wikidata |
|        | les Cases Noves de les Ventoses | el Montmell | masia        |         | 41° 20′ 05″ N, 1° 31′ 59″ E / 41.334719154707°N,1.5331125725015°E                                             |                                            |                          | Modifica les dades a Wikidata |
|        | les Eres                        | el Montmell | masia        |         | 41° 22′ 03″ N, 1° 33′ 13″ E / 41.367368684043°N,1.55359022402145°E                                            |                                            |                          | Modifica les dades a Wikidata |
|        | les Ventoses                    | el Montmell | masia        |         | 41° 20′ 10″ N, 1° 32′ 27″ E / 41.336134159298°N,1.5408597616292°E                                             |                                            |                          | Modifica les dades a Wikidata |
|        | les Ventoses                    | el Montmell | masia        |         | 41° 19′ 59″ N, 1° 32′ 16″ E / 41.3331196032625°N,1.53765370982701°E                                           |                                            |                          | Modifica les dades a Wikidata |

## menhir
| imatge | Nom                     | Ubicat a    | instància de | Detalls                | coordenades                                                                                              | Protecció | Commons (més fotos) | Dades a WD                    |
| ------ | ----------------------- | ----------- | ------------ | ---------------------- | --- | --------- | ------------------- | ----------------------------- |
|        | el Peu de Nostre Senyor | el Montmell | menhir       |                        | 41° 19′ 46″ N, 1° 30′ 56″ E / 41.3295054979534°N,1.51567560386827°E                                      |           |                     | Modifica les dades a Wikidata |
|        | la Pedra Alta           | el Montmell | menhir       | Ample: 0.69m Alt: 3.5m | 41° 19′ 15″ N, 1° 24′ 52″ E / 41.32075278°N,1.41454722°E ca:Camí a Can Ferrer de la Cogullada 397.2 msnm |           |                     | Modifica les dades a Wikidata |

## molí d'aigua
| imatge | Nom                 | Ubicat a    | instància de | Detalls                                  | coordenades                                                                                                   | Protecció                                  | Commons (més fotos)               | Dades a WD                    |
| ------ | ------------------- | ----------- | ------------ | ---------------------------------------- | --- | ------------------------------------------ | --------------------------------- | ----------------------------- |
|        | molinet d'Aiguaviva | el Montmell | molí d'aigua | Estil: arquitectura popular 19th century | 41° 21′ 11″ N, 1° 30′ 33″ E / 41.3531°N,1.509094°E ca:Aiguaviva, a la dreta de la riera de Marmellar 469 msnm | bé integrant del patrimoni cultural català | Molinet d'Aiguaviva (el Montmell) | Modifica les dades a Wikidata |
|        | molí d'Aiguaviva    | el Montmell | molí d'aigua | Estil: arquitectura popular 14th century | 41° 21′ 07″ N, 1° 30′ 07″ E / 41.35195°N,1.50197°E ca:Aiguaviva, a la dreta de la riera de Marmellar 511 msnm | bé integrant del patrimoni cultural català | Molí d'Aiguaviva (el Montmell)    | Modifica les dades a Wikidata |

## muntanya
| imatge | Nom                       | Ubicat a                                          | instància de | Detalls | coordenades                                                            | Protecció | Commons (més fotos)               | Dades a WD                    |
| ------ | ------------------------- | ------------------------------------------------- | ------------ | ------- | ---------------------------------------------------------------------- | --------- | --------------------------------- | ----------------------------- |
|        | Puig Cabirol              | el Montmell                                       | muntanya     |         | 41° 20′ 12″ N, 1° 29′ 40″ E / 41.33668611°N,1.494475°E 640.1 msnm      |           |                                   | Modifica les dades a Wikidata |
|        | Puig Francàs              | el Montmell la Bisbal del Penedès                 | muntanya     |         | 41° 18′ 04″ N, 1° 27′ 32″ E / 41.301168°N,1.458887°E 551 msnm          |           | Puig Francàs                      | Modifica les dades a Wikidata |
|        | Puig Rodó                 | el Montmell                                       | muntanya     |         | 41° 20′ 43″ N, 1° 33′ 14″ E / 41.3454°N,1.55391°E 628.9 msnm           |           |                                   | Modifica les dades a Wikidata |
|        | Puig de Cal Sumoi         | el Montmell                                       | muntanya     |         | 41° 19′ 29″ N, 1° 31′ 04″ E / 41.32470278°N,1.51769806°E 551.6 msnm    |           |                                   | Modifica les dades a Wikidata |
|        | Puig de Migdia            | el Montmell                                       | muntanya     |         | 41° 19′ 09″ N, 1° 26′ 22″ E / 41.3193°N,1.43936°E 689.8 msnm           |           | Puig de Migdia                    | Modifica les dades a Wikidata |
|        | Puig de l'Ullal           | el Montmell                                       | muntanya     |         | 41° 21′ 14″ N, 1° 33′ 17″ E / 41.3539°N,1.55472°E 619.7 msnm           |           |                                   | Modifica les dades a Wikidata |
|        | Puig de l'Àliga           | Torrelles de Foix el Montmell Aiguamúrcia Pontons | muntanya     |         | 41° 23′ 07″ N, 1° 32′ 13″ E / 41.3854°N,1.53699°E 701.5 msnm           |           |                                   | Modifica les dades a Wikidata |
|        | Puig de la Cogulla        | el Montmell                                       | muntanya     |         | 41° 19′ 58″ N, 1° 32′ 49″ E / 41.3327°N,1.54699°E 497.8 msnm           |           |                                   | Modifica les dades a Wikidata |
|        | Puig de la Cova           | el Montmell                                       | muntanya     |         | 41° 18′ 54″ N, 1° 28′ 30″ E / 41.3151038048°N,1.47510807421°E 672 msnm |           | Puig de la Cova                   | Modifica les dades a Wikidata |
|        | Puig de la Creu           | el Montmell                                       | muntanya     |         | 41° 21′ 08″ N, 1° 33′ 33″ E / 41.35219028°N,1.55912778°E 612.5 msnm    |           |                                   | Modifica les dades a Wikidata |
|        | Puig de la Talaia         | el Montmell                                       | muntanya     |         | 41° 20′ 09″ N, 1° 28′ 00″ E / 41.3357901533°N,1.46671424676°E 861 msnm |           | Puig de la Talaia                 | Modifica les dades a Wikidata |
|        | Puig de la Tiula          | el Montmell Sant Jaume dels Domenys               | muntanya     |         | 41° 19′ 20″ N, 1° 32′ 24″ E / 41.32211389°N,1.53992222°E 415.8 msnm    |           |                                   | Modifica les dades a Wikidata |
|        | Puig de les Forques       | el Montmell                                       | muntanya     |         | 41° 19′ 32″ N, 1° 26′ 55″ E / 41.32557222°N,1.44861944°E 711 msnm      |           | Puig de les Forques (el Montmell) | Modifica les dades a Wikidata |
|        | Puig del Coscollar        | el Montmell la Bisbal del Penedès                 | muntanya     |         | 41° 17′ 51″ N, 1° 29′ 04″ E / 41.2974°N,1.48443°E 391.2 msnm           |           |                                   | Modifica les dades a Wikidata |
|        | Puig-roig                 | el Montmell                                       | muntanya     |         | 41° 19′ 00″ N, 1° 26′ 33″ E / 41.3167°N,1.44253°E 556.5 msnm           |           |                                   | Modifica les dades a Wikidata |
|        | Puigmoltó                 | el Montmell Vila-rodona                           | muntanya     |         | 41° 18′ 33″ N, 1° 25′ 36″ E / 41.3091°N,1.42673°E 544.4 msnm           |           |                                   | Modifica les dades a Wikidata |
|        | Pujolet de la Plana Vella | el Montmell                                       | muntanya     |         | 41° 21′ 35″ N, 1° 34′ 23″ E / 41.3598°N,1.57313°E 416.8 msnm           |           |                                   | Modifica les dades a Wikidata |
|        | Roca Blanca               | el Montmell la Bisbal del Penedès                 | muntanya     |         | 41° 17′ 50″ N, 1° 27′ 58″ E / 41.297175°N,1.46611667°E 425.5 msnm      |           | Roca Blanca                       | Modifica les dades a Wikidata |
|        | Roca Vermella             | el Montmell                                       | muntanya     |         | 41° 19′ 41″ N, 1° 31′ 59″ E / 41.3281°N,1.53302°E 468 msnm             |           |                                   | Modifica les dades a Wikidata |
|        | Roca de Vidal             | el Montmell                                       | muntanya     |         | 41° 21′ 38″ N, 1° 34′ 02″ E / 41.36068611°N,1.56733639°E 405.7 msnm    |           |                                   | Modifica les dades a Wikidata |
|        | Roca de l'Àliga           | el Montmell                                       | muntanya     |         | 41° 18′ 54″ N, 1° 26′ 11″ E / 41.315°N,1.43645°E 640.7 msnm            |           | Roca de l'Àliga                   | Modifica les dades a Wikidata |
|        | Roca del Papiol           | Torrelles de Foix el Montmell                     | muntanya     |         | 41° 22′ 51″ N, 1° 32′ 30″ E / 41.38086111°N,1.54163889°E 631.9 msnm    |           |                                   | Modifica les dades a Wikidata |
|        | Roca-seguer               | el Montmell                                       | muntanya     |         | 41° 21′ 50″ N, 1° 33′ 35″ E / 41.364°N,1.55974°E 493.1 msnm            |           |                                   | Modifica les dades a Wikidata |
|        | Roques de Migdia          | el Montmell                                       | muntanya     |         | 41° 19′ 11″ N, 1° 31′ 21″ E / 41.31973611°N,1.522375°E 431.5 msnm      |           |                                   | Modifica les dades a Wikidata |
|        | Serrat de Collbeix        | Vila-rodona el Montmell                           | muntanya     |         | 41° 17′ 52″ N, 1° 24′ 30″ E / 41.2979°N,1.40822°E 464.4 msnm           |           |                                   | Modifica les dades a Wikidata |
|        | Turó Rodó                 | el Montmell                                       | muntanya     |         | 41° 20′ 28″ N, 1° 30′ 24″ E / 41.3412°N,1.50676°E 577 msnm             |           |                                   | Modifica les dades a Wikidata |
|        | Turó de la Cova de l'Olla | el Montmell                                       | muntanya     |         | 41° 19′ 58″ N, 1° 30′ 17″ E / 41.33283056°N,1.50472778°E 538.7 msnm    |           |                                   | Modifica les dades a Wikidata |
|        | Turó de les Saleres       | el Montmell                                       | muntanya     |         | 41° 21′ 04″ N, 1° 29′ 47″ E / 41.3512°N,1.49639°E 621.3 msnm           |           |                                   | Modifica les dades a Wikidata |
|        | el Muró                   | Vila-rodona el Montmell                           | muntanya     |         | 41° 18′ 22″ N, 1° 25′ 30″ E / 41.3061°N,1.42491°E 518.3 msnm           |           |                                   | Modifica les dades a Wikidata |
|        | la Serreta                | el Montmell                                       | muntanya     |         | 41° 18′ 18″ N, 1° 27′ 16″ E / 41.30501667°N,1.45438056°E 462.6 msnm    |           |                                   | Modifica les dades a Wikidata |

## nucli de població
| imatge | Nom          | Ubicat a    | instància de      | Detalls    | coordenades                                                       | Protecció | Commons (més fotos) | Dades a WD                    |
| ------ | ------------ | ----------- | ----------------- | ---------- | ----------------------------------------------------------------- | --------- | ------------------- | ----------------------------- |
|        | Cal Sumoi    | el Montmell | nucli de població |            | 41° 20′ 19″ N, 1° 31′ 27″ E / 41.338622236768°N,1.5240726178932°E |           |                     | Modifica les dades a Wikidata |
|        | Marmellar    | el Montmell | nucli de població | 1023 0 hab | 41° 21′ 02″ N, 1° 32′ 10″ E / 41.3506°N,1.53606°E 532 msnm        |           | Marmellar           | Modifica les dades a Wikidata |
|        | les Ventoses | el Montmell | nucli de població |            | 41° 20′ 03″ N, 1° 31′ 31″ E / 41.334135238536°N,1.5253689593105°E |           |                     | Modifica les dades a Wikidata |

## pedrera
| imatge | Nom                   | Ubicat a    | instància de | Detalls | coordenades                                                         | Protecció | Commons (més fotos) | Dades a WD                    |
| ------ | --------------------- | ----------- | ------------ | ------- | ------------------------------------------------------------------- | --------- | ------------------- | ----------------------------- |
|        | Pedrera d'Aiguaviva   | el Montmell | pedrera      |         | 41° 20′ 53″ N, 1° 30′ 04″ E / 41.3481519362851°N,1.50118343110547°E |           |                     | Modifica les dades a Wikidata |
|        | Pedrera de la Joncosa | el Montmell | pedrera      |         | 41° 18′ 39″ N, 1° 27′ 21″ E / 41.3107497324938°N,1.45592852683459°E |           |                     | Modifica les dades a Wikidata |

## serra
| imatge | Nom                        | Ubicat a                          | instància de | Detalls | coordenades                                                     | Protecció | Commons (més fotos) | Dades a WD                    |
| ------ | -------------------------- | --------------------------------- | ------------ | ------- | --------------------------------------------------------------- | --------- | ------------------- | ----------------------------- |
|        | Serra Llarga               | Torrelles de Foix el Montmell     | serra        |         | 41° 20′ 09″ N, 1° 32′ 05″ E / 41.3359°N,1.53466°E 588.5 msnm    |           |                     | Modifica les dades a Wikidata |
|        | Serra del Montmell         | el Montmell                       | serra        |         | 41° 19′ 32″ N, 1° 27′ 01″ E / 41.325549°N,1.450265°E 861.3 msnm |           | Serra del Montmell  | Modifica les dades a Wikidata |
|        | alts de Mas Serè           | la Bisbal del Penedès el Montmell | serra        |         | 41° 17′ 26″ N, 1° 27′ 08″ E / 41.2906°N,1.45212°E 404 msnm      |           | Alts de Mas Serè    | Modifica les dades a Wikidata |
|        | serra de Cal Casanoves     | el Montmell                       | serra        |         | 41° 20′ 36″ N, 1° 32′ 10″ E / 41.343358°N,1.536005°E            |           |                     | Modifica les dades a Wikidata |
|        | serra de Coll d'Arca       | el Montmell                       | serra        |         | 41° 19′ 40″ N, 1° 29′ 29″ E / 41.327703°N,1.491353°E            |           |                     | Modifica les dades a Wikidata |
|        | serra de l'Home            | el Montmell                       | serra        |         | 41° 19′ 10″ N, 1° 30′ 31″ E / 41.3195°N,1.50862°E 524.3 msnm    |           |                     | Modifica les dades a Wikidata |
|        | serra de la Torre del Milà | el Montmell                       | serra        |         | 41° 21′ 18″ N, 1° 29′ 17″ E / 41.35506111°N,1.48813889°E        |           |                     | Modifica les dades a Wikidata |
|        | serra del Pi de Migdia     | el Montmell                       | serra        |         | 41° 20′ 44″ N, 1° 30′ 20″ E / 41.34546111°N,1.50547778°E        |           |                     | Modifica les dades a Wikidata |
|        | serreta de Can Ferrer      | el Montmell                       | serra        |         | 41° 19′ 39″ N, 1° 25′ 53″ E / 41.3274°N,1.43134°E 529.8 msnm    |           |                     | Modifica les dades a Wikidata |

## torre de sentinella
| imatge | Nom                 | Ubicat a    | instància de        | Detalls                     | coordenades                                                                     | Protecció                                            | Commons (més fotos)      | Dades a WD                    |
| ------ | ------------------- | ----------- | ------------------- | --------------------------- | ------------------------------------------------------------------------------- | ---------------------------------------------------- | ------------------------ | ----------------------------- |
|        | Torre Milà          | el Montmell | torre de sentinella | Estil: arquitectura popular | 41° 20′ 00″ N, 1° 27′ 49″ E / 41.333307°N,1.46366°E                             | bé d'interès cultural bé cultural d'interès nacional | Torre Milà (el Montmell) | Modifica les dades a Wikidata |
|        | Torreta de Vallflor | el Montmell | torre de sentinella | Estil: arquitectura popular | 41° 20′ 32″ N, 1° 29′ 10″ E / 41.3423°N,1.48618°E ca:Masia de Vallflor 551 msnm | bé d'interès cultural bé cultural d'interès nacional | Torreta de Vallflor      | Modifica les dades a Wikidata |

## Misc
| imatge | Nom                            | Ubicat a | instància de                                  | Detalls                                                                                    | coordenades                                                                     | Protecció                                            | Commons (més fotos)       | Dades a WD                    |
| ------ | ------------------------------ | --- | --------------------------------------------- | ------------------------------------------------------------------------------------------ | ------------------------------------------------------------------------------- | ---------------------------------------------------- | ------------------------- | ----------------------------- |
|        | Atalaya                        | el Montmell | vèrtex geodèsic                               | Alt: 1.2m                                                                                  | 41° 20′ 09″ N, 1° 28′ 00″ E / 41.335776°N,1.466727°E 861.474 msnm               |                                                      |                           | Modifica les dades a Wikidata |
|        | Castellot de Mas Mateu         | el Montmell | fortalesa                                     |                                                                                            | 41° 17′ 38″ N, 1° 24′ 20″ E / 41.293933°N,1.405544°E 404 msnm                   | bé d'interès cultural bé cultural d'interès nacional |                           | Modifica les dades a Wikidata |
|        | Era del Pere Manyer            | el Montmell | indret era                                    |                                                                                            | 41° 19′ 01″ N, 1° 29′ 24″ E / 41.3170742489136°N,1.48997235080315°E             |                                                      |                           | Modifica les dades a Wikidata |
|        | Granja de la Dou               | el Montmell | granja                                        |                                                                                            | 41° 19′ 04″ N, 1° 26′ 59″ E / 41.3178530771196°N,1.44964378351845°E             |                                                      |                           | Modifica les dades a Wikidata |
|        | Pont del Coll d'Olivera        | el Montmell | pont                                          |                                                                                            | 41° 20′ 32″ N, 1° 26′ 43″ E / 41.3422833552387°N,1.44515610716871°E             |                                                      |                           | Modifica les dades a Wikidata |
|        | casa consistorial del Montmell | el Montmell | casa consistorial                             |                                                                                            | 41° 18′ 56″ N, 1° 27′ 13″ E / 41.3156728°N,1.4536557°E                          |                                                      | Cal Ventosa (el Montmell) | Modifica les dades a Wikidata |
|        | coll d'Arca                    | el Montmell | collada                                       |                                                                                            |                                                                                 |                                                      |                           | Modifica les dades a Wikidata |
|        | el Montmell-Marmellar          | el Montmell la Bisbal del Penedès Sant Jaume dels Domenys Castellví de la Marca Torrelles de Foix Sant Martí Sarroca Pontons Aiguamúrcia Vila-rodona | àrea protegida Pla d'Espais d'Interès Natural | 1992 Superfície: 9362.41836ha                                                              | 41° 20′ N, 1° 31′ E / 41.33°N,1.51°E                                            |                                                      | El Montmell-Marmellar     | Modifica les dades a Wikidata |
|        | freixe d'Aiguaviva             | el Montmell | arbre singular                                | Taxon: freixe de fulla petita (Fraxinus angustifolia) Ample: 27m Alt: 24m Perímetre: 5.32m | 41° 21′ 05″ N, 1° 30′ 04″ E / 41.35135°N,1.50112°E ca:Font d'Aiguaviva 513 msnm | arbre monumental                                     | Freixe d'Aiguaviva        | Modifica les dades a Wikidata |
|        | pallissa del Totarreu          | el Montmell | cabana                                        |                                                                                            | 41° 18′ 17″ N, 1° 29′ 38″ E / 41.3046249673512°N,1.49401038671632°E             |                                                      |                           | Modifica les dades a Wikidata |